# 쿠프슈타인군

쿠프슈타인군의 위치

쿠프슈타인군(독일어: Bezirk Kufstein)은 오스트리아 티롤주에 위치한 군으로 행정 중심지는 쿠프슈타인이며 면적은 969.81km2, 인구는 101,321명(2012년 기준), 인구 밀도는 100명/km2이다. 남동쪽으로는 키츠뷔엘군, 남서쪽으로는 슈바츠군과 접하며 북쪽으로는 독일 바이에른주와 국경을 접한다.

## 하위 행정 구역
3개 도시, 2개 시장도시, 25개 일반 시를 관할한다.
- 도시
  - 쿠프슈타인(Kufstein)
  - 라텐베르크(Rattenberg)
  - 뵈르글(Wörgl)
- 시장도시
  - 브릭슬레그(Brixlegg)
  - 쿤들(Kundl)
- 일반 시
  - 알프바흐(Alpbach)
  - 앙가트(Angath)
  - 앙거베르크(Angerberg)
  - 바트헤를링(Bad Häring)
  - 브란덴베르크(Brandenberg)
  - 브라이텐바흐암인(Breitenbach am Inn)
  - 엡스(Ebbs)
  - 엘마우(Ellmau)
  - 에를(Erl)
  - 키르히비흘(Kirchbichl)
  - 크람자흐(Kramsach)
  - 랑캄펜(Langkampfen)
  - 마리아슈타인(Mariastein)
  - 뮌스터(Münster)
  - 니데른도르프(Niederndorf)
  - 니데른도르퍼베르크(Niederndorferberg)
  - 라트펠트(Radfeld)
  - 라이트임알프바흐탈(Reith im Alpbachtal)
  - 레텐쇠스(Rettenschöss)
  - 셰파우암빌덴카이저(Scheffau am Wilden Kaiser)
  - 슈보이흐(Schwoich)
  - 죌(Söll)
  - 티어제(Thiersee)
  - 발흐제(Walchsee)
  - 빌트쇠나우(Wildschönau)